# Arrondissement Montauban
Montauban is een arrondissement van het Franse departement Tarn-et-Garonne in de regio Occitanie. De onderprefectuur is Montauban. Het arrondissement maakte oorspronkelijk deel uit van het departement Lot. In 1808 werd het overgeheveld naar het nieuw opgerichte departement Tarn-et-Garonne.

## Kantons
Het arrondissement was tot 2014 samengesteld uit de volgende kantons:
- Kanton Caussade
- Kanton Caylus
- Kanton Grisolles
- Kanton Lafrançaise
- Kanton Molières
- Kanton Monclar-de-Quercy
- kanton Montauban-1
- kanton Montauban-2
- kanton Montauban-3
- kanton Montauban-4
- kanton Montauban-5
- kanton Montauban-6
- Kanton Montech
- Kanton Montpezat-de-Quercy
- Kanton Nègrepelisse
- Kanton Saint-Antonin-Noble-Val
- Kanton Verdun-sur-Garonne
- Kanton Villebrumier

Na de herindeling van de kantons door het decreet van 27 februari 2014, met uitwerking op 22 maart 2015, omvat het volgende kantons:
- Kanton Aveyron-Lère
- Kanton Beaumont-de-Lomagne (deel: 4/32)
- Kanton Castelsarrasin (deel: 1/6)
- kanton Montauban-1
- kanton Montauban-2
- kanton Montauban-3
- Kanton Montech (deel: 8/9)
- Kanton Pays de Serres Sud-Quercy (deel: 4/24)
- Kanton Quercy-Aveyron
- Kanton Quercy-Rouergue
- Kanton Tarn-Tescou-Quercy vert
- Kanton Verdun-sur-Garonne